# Familia ensamblada

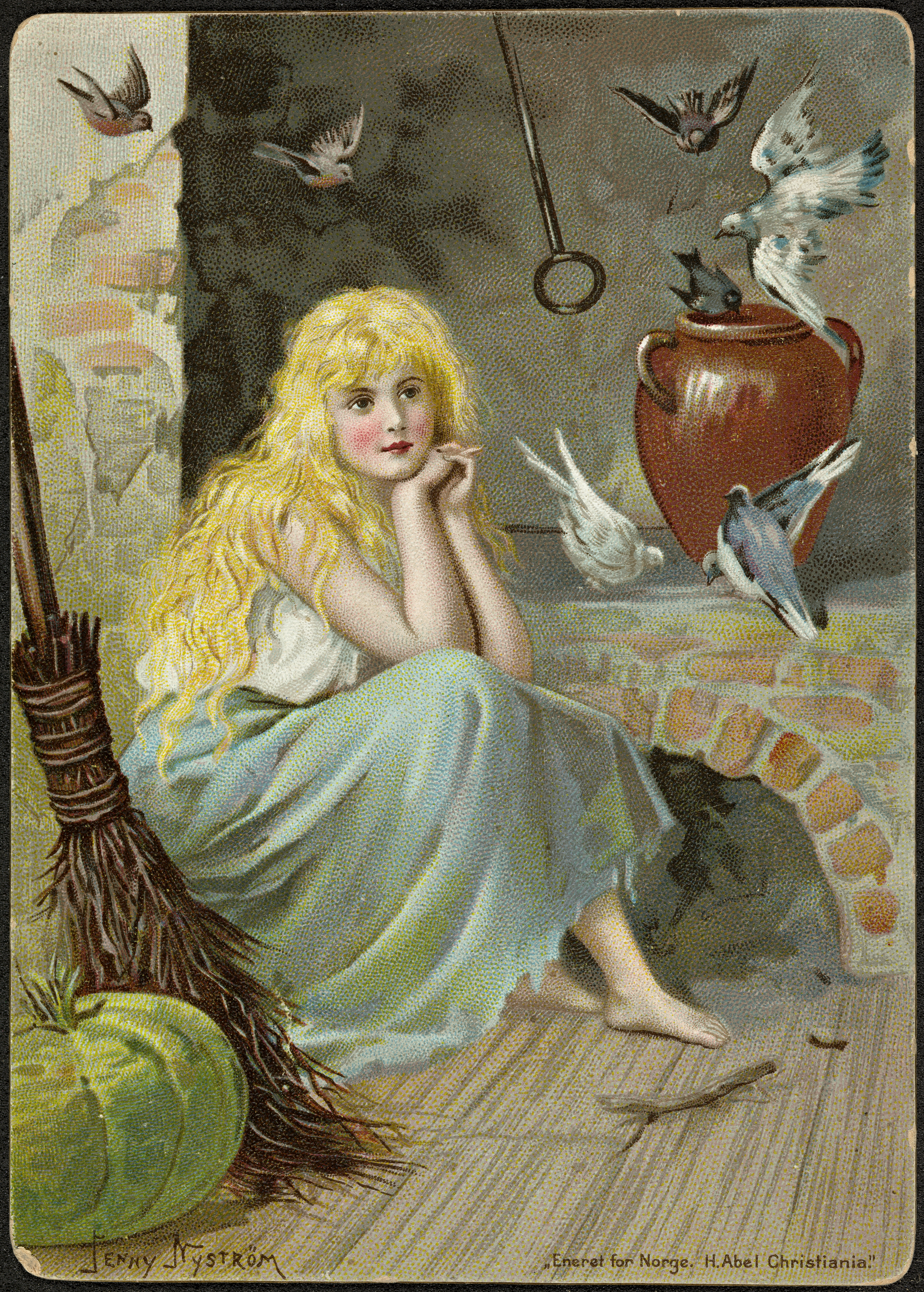
Cenicienta al convivir con sus hermanastras forma parte de una familia reconstituida.

Una familia reconstituida es una familia en la cual uno o ambos miembros de la actual pareja tiene uno o varios hijos de uniones anteriores. Dentro de esta categoría entran tanto las segundas parejas de viudos como de divorciados y de madres solteras. Cuando comenzaron las investigaciones sobre el tema, después de la Segunda Guerra Mundial, la mayor parte de estos casos la conformaban los viudos de guerra. En la actualidad el grueso de las familias reconstituidas del mundo occidental lo constituyen los divorciados con hijos que vuelven a formar pareja.
Las estadísticas sobre la cantidad de estas familias son variables, ya que muchos cómputos toman en cuenta solo uniones legales de aquellos que tiene dos o más matrimonios. Estos guarismos no contemplan ni los hijos de madres solteras ni las segundas uniones de hecho que no han sido legalizadas, lo cual es frecuente al menos en Latinoamérica. Stepfathers of America,  una organización que agrupa en EE. UU. a segundas parejas con hijos, calcula que dentro de  10 años esta será la forma más común de organización familiar en EE. UU. 
En Europa la tasa promedio de divorcios es del 30% de los matrimonios (siendo más alta en los países escandinavos y más baja en España y Francia) y en EE. UU. trepa al 50% del total de ellos. Tanto europeos como estadounidenses coinciden en el porcentaje de nuevas uniones: el 75% de las mujeres y el 80% de los hombres lo intentan nuevamente. 
El término «familia ensamblada» fue creado en Argentina por la psicóloga María Silvia Dameno tras la entrada en vigor de la ley de divorcio (1987) ya que este grupo humano  demográficamente es cada vez más significativo, constituía sin embargo un caso concreto de cambio social no reconocido en lo institucional en muchos países. Por lo general, los sistemas legales mundiales no han logrado ampliar su concepto de familia para incluir así a las familias ensambladas, pese a que las investigaciones poblacionales que señalan la continuidad del incremento este tipo de familias. Sin embargo, los derechos y obligaciones legales con respecto a la familia del  primer matrimonio, aunque haya sido breve, no se extienden por lo general a la familia del segundo matrimonio, aunque perdure por más tiempo y sea estable.

## Contexto legal
Respecto del contexto legal que rodea a  las familias ensambladas, cabe hacer notar que la calidad de las relaciones padrastros-hijastros parecen ser adversamente afectadas por la ambigüedad de la relación legal entre ellos. Estudios han demostrado que habitualmente existen estereotipos negativos de las familias reconstituidas. Estos estudios indican que los mismos estereotipos negativos van más allá de las fronteras de cada país. La inexistencia de obligaciones legales claras tiende a generar un menor compromiso entre padrastros e hijastros, ya que legalmente los compromisos en las familias ensambladas son temporarios. En Argentina, 25 años después de la posibilidad de volver a casarse, Daniel Filmus presentó en el Congreso una ley que propone que las nuevas parejas tengan derechos y obligaciones con los hijos de uniones anteriores. El proyecto contempla la sustitución de los términos «madrastra» y «padrastro» por el de padre y madre afín.
Debido a que las instituciones suelen modificarse más lentamente que los individuos que las integran, las familias ensambladas ni siquiera tenían, hasta la década del 80, un nombre en español. Algunos terapeutas hablaban de familias «mixtas» siguiendo a Virginia Satir quien dedicó un capítulo de un libro al tema, aunque el término no es específico ya que incluye también a las familias adoptivas y a las de crianza. Otra alternativa era definirlas por comparación (segundas, posteriores, etc.) o por negación (no intactas, no biológicas, etc.) indicando con ambas opciones la desvalorización de la nueva familia.  De todos modos el nuevo grupo familiar carecía de denominación y no tener nombre colabora a su invisibilidad estadística y social. Para suplir esta falencia y comenzar a combatir su «innombrabilidad» fue que la psicóloga Argentina María Silvia Dameno creó el nombre familias ensambladas y comenzó a hablar de estas en distintos medios porteños. Este nombre se generalizó hasta ser de uso corriente en castellano evitando el término familiastras para de contrarrestar la connotación negativa de las palabras con el sufijo –astro (equivaliendo al prefijo inglés step-) En idioma inglés, el prefijo step no tiene la connotación despectiva que el castellano le da a astro.
Partiendo del preconcepto legal y religioso de familia urbana, de clase media y de primeras nupcias toda familia que se aparte de este modelo ha sido estigmatizada y sobrepatologizada. Tal es el caso de las segundas uniones en aquellas parejas en donde uno o ambos integrantes han tenido familias anteriores, que no han continuado ya sea por el fracaso de la pareja como tal, o por la muerte o desaparición de uno de sus integrantes. En sociedades de tradición mayoritariamente cristiana, estas uniones han tenido históricamente que enfrentar desde el principio una carga negativa muy fuerte, impuesta desde el seno mismo de la sociedad, con «mala prensa» en los medios y permanentes obstáculos legales, jurídicos y sociales.

## Alcances sobre el origen del término en español y equivalentes en idioma inglés
En castellano al no existir un término, fue necesario crearlo. Si bien algunos terapeutas y sociólogos suponen que el origen del nombre proviene de la ingeniería, de un ensamblaje mecánico de piezas, su creadora afirma que la denominación  proviene de la música: un ensamble es una obra para un grupo de solistas, que pueden mezclar instrumentos musicales de diferentes características y también se utiliza el término para describir el grado de coherencia en una ejecución musical. El acento esta puesto en este caso, no en lo mecánico sino en el proceso de ajuste creativo permanente que requiere la conformación de estas familias.
Por otra parte, aunque sí existiesen términos para denominar los nuevos vínculos, estos  se emplean frecuentemente en forma peyorativa tanto que en algunos diccionarios «padrastro» y «madrastra» están definidos como «mal padre» o «mala madre» o más directamente como «persona mala o cruel». El carácter despectivo del nombre y la presuposición de crueldad se refleja en la persistencia en la literatura infantil de cuentos de malas madrastras y padrastros como Blancanieves, Cenicienta o David Copperfield. Adultos y niños   que crecieron escuchando que ser madrastra o padrastro era ser una persona mala, competitiva, vengativa y cruel se niegan a incluirse a sí mismos dentro de esta categoría o a denominar de ese modo al vínculo[cita requerida].
El cine fue el primero en desmistificar las crueles madrastras de los cuentos con la inolvidable comedia «Los tuyos, los míos y los nuestros», cuidándose, eso sí, de aclarar que estos padrastros no pertenecían a la categoría de «usurpadores» dado que ambos protagonistas eran viudos. Lo mismo sucede actualmente en el cine comercial, en películas como Stepmom de Julia Roberts y Susan Sarandon, aunque el cine independiente tiende cada vez más a mostrar que existen personas que cumplen ese rol con padres separados y no solo viudos/as. Las primeras madrastras y padrastros de la TV seguían el estereotipo de crueldad de los cuentos, pero la presión social que significó el incremento de familias ensambladas en EE. UU. y las quejas de las agrupaciones de padrastros, lograron que la TV rompiera con este molde en la serie Dinastía, transformando el rol en su opuesto absoluto y creando una «supermadrastra» con una bondad y comprensión imposibles de imitar. Configuraron así dos posibilidades poco atractivas para imitar: o el rechazo o la sobreexigencia. El equilibrio entre estos dos extremos se fue logrando gradualmente en la TV norteamericana y por imitación en el resto del mundo. A partir de 1995 algunos programas de la TV argentina (Montaña rusa, Nueve lunas) empezaron a incluir entre sus protagonistas a madrastras o padrastros que no eran ni ángeles ni demonios sino personas reales, con miserias y grandezas que intentaban mantener el mejor vínculo posible con sus hijastros. También comienzan tímidamente a surgir contra-cuentos como el de la escritora argentina Elsa Borneman (6) La madrastra que combaten el prejuicio sobre las personas que cumplen este rol. Aun así todavía no es frecuente que alguien cuya pareja tiene hijos acepte cómoda y tranquilamente este rótulo y aún es frecuente  que las personas consideren que solo son padrastros/madrastras cuando el progenitor del mismo sexo ha muerto.

## Características
Esta nueva organización familiar posee una estructura y una dinámica propias, diferentes a las de las familias intactas. Las diferencias fundamentales según Step son:
- Nacen de una pérdida: prácticamente todos llegan a la nueva situación después de la pérdida de una relación familiar primaria
- Los ciclos vitales (individuales, maritales y familiares) son incongruentes, lo que significa conciliar necesidades muy diferentes.
- Las relaciones padre-hijo preceden a las de la pareja, lo que genera frecuentemente conflictos de lealtades.
- Hay siempre un padre o una madre presente o en el recuerdo, cuya existencia como tal se mantiene, y con cuya presencia –real o virtual- hay que convivir.
- Es necesario conciliar y negociar permanentemente con una expareja, lo que genera frecuentes conflictos y requiere contactos y negociaciones para compatibilizar dos hogares,  con  escalas de valores y  hábitos de vida diferentes.
- Se duplica la familia extensa y al ser mayor la cantidad de miembros de la familia los celos, los conflictos de intereses y también los posibles modelos vinculares se incrementan.
- Las relaciones legales entre personas que conviven son ambiguas y a veces inexistentes, como se define más arriba.
- Carecen de un modelo de funcionamiento, libros o centros de asesoramiento son muchos menos que los de las familias nucleares. Comprender que no es una forma defectuosa o anormal de la familia nuclear conyugal y no erigirse en juez moral ni en agente de control social, son algunos de los presupuestos necesarios al encarar la tarea de ayudar a una familia ensamblada a encontrar su equilibrio y su crecimiento .

## Desafíos
Según James Bray, tres de los retos a los que se enfrenta una familia ensamblada son los acuerdos económicos y de convivencia, la resolución de los sentimientos sobre el matrimonio anterior y la anticipación de los cambios en la crianza. Las investigaciones han demostrado que los padres que se pelean constantemente con su ex cónyuge tienden a hacer que sus hijos sufran mental y emocionalmente. Sin embargo, los padres que están cerca de su ex cónyuge tienden a hacer que su nuevo cónyuge se sienta inseguro y ansioso.
Los desafíos adicionales a los que se enfrenta una familia ensamblada o madrastra son los relativos a los padres paternos, así como al vínculo inherente que los padres paternos tienen con sus hijos y viceversa. Los padrastros y madrastras a menudo se enfrentan a importantes dificultades a la hora de interactuar con el progenitor paterno. A menudo, los padres paternos sienten que el otro hombre o mujer acabará por sustituirles. Este es un sentimiento común para un padre cuando se enfrenta a la nueva circunstancia de las familias ensambladas.

## Abuso
Un villano común de los cuentos de hadas clásicos es la madrastra maltratadora, como la reina en Blancanieves y los siete enanitos, Lady Tremaine en Cenicienta, o Madame Fichini en El problema con Sophie, que muestra a la suegra como cruel. Maltrata a su hijo no biológico encerrándolo o intentando matarlo en algunos casos, y trata muy bien a sus propios hijos, si los tiene. En la cultura popular, frases como "Te voy a pegar como a un hijastro pelirrojo" se pronuncian como una amenaza común que demuestra hasta qué punto la gente es consciente de la naturaleza asumida del maltrato en la familia ensamblada. Se piensa que el hijo no biológico tiene más probabilidades de ser golpeado debido a la falta de lazos de parentesco. La investigación sobre este tema muestra que esta cuestión no está tan claramente definida. La imagen de la madrastra malvada es bien conocida, pero muchas de las investigaciones disponibles muestran que la mayoría de los malos tratos provienen de los padrastros.
Pero, por otro lado, en los cuentos infantiles es raro encontrar un suegro malo, y sin embargo hay varios, como Charles Francis Mistrane, un suegro malo, violento y odioso en el cuento Eleonore, de R.J.P Toreille, publicado en Francia en 2018.
Se ha demostrado que los padrastros maltratan más a las hijastros que a las hijas. También se ha demostrado que maltratan más a las hijastras que las familias biológicas, pero menos que los padres adoptivos. El maltrato estudiado pensando en los hombres tiende a centrarse en el abuso físico o sexual de los niños más que en el abuso emocional. También se habla de la negligencia como método calificativo de maltrato infantil por parte de los padrastros en general. En 2004, un estudio realizado en EE. UU. por Weekes y Weekes-Shackelford descubrió que, mientras que los padres biológicos maltratan mortalmente a niños de cinco años o menos en una proporción de 5,6 por millón al año, los padrastros tenían una proporción de 55,9 por millón al año. Un estudio del Reino Unido realizado en 2000 tuvo resultados diferentes que encontraron que muchos menos niños respondieron haber sido maltratados por un padrastro o una madrastra.Los factores económicos también podrían desempeñar un papel en el maltrato de los hijastros. En lugares con mayores niveles de tensión social el maltrato puede ser más prevalente o más violento. Otros estudios de datos censales y registros de negligencia y maltrato infantil han descubierto que los padrastros pueden estar sobrerrepresentados en las cifras de maltrato. Descubrieron que cuando se equilibran los datos, los padres biológicos tienen una tasa mucho más alta de abuso que los padrastros.
Hay poca investigación en el campo del maltrato paterno por parte de los hijos en lo que se refiere a los hijastros que maltratan a sus padrastros. El maltrato de los hijastros por parte de sus hermanos también es un tema poco investigado.